# Andronico Comneno (figlio di Giovanni II)
Andronico Comneno (Costantinopoli, 1108/1110 – Asia Minore, estate 1142) era il figlio secondogenito del Basileus Giovanni II Comneno e di sua moglie Piroska d'Ungheria.

## Biografia

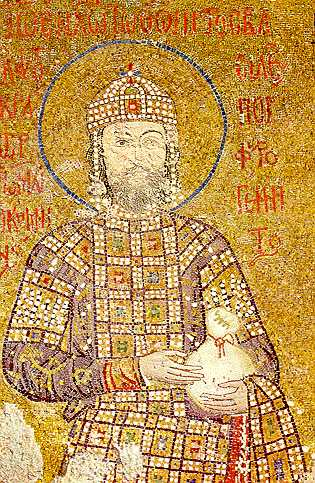
L'imperatore bizantino Giovanni II Comneno, padre di Andronico Comneno.

Già in giovane età iniziò a partecipare alle continue campagne militari del padre, insieme ai tre fratelli. Sposò una certa Irene, che diede alla luce due figli.
Nella primavera del 1142 partì insieme al padre e ai suoi tre fratelli in una campagna per riprendere il dominio di Antiochia e riannettere la Piccola Armenia all'Impero bizantino, visto che si era resa indipendente. Tuttavia, durante questa spedizione un'epidemia sconosciuta colpì l'esercito bizantino, uccidendo molti soldati ed il fratello maggiore di Andronico ed erede al trono Alessio. Il padre Giovanni, pur essendo terribilmente addolorato per la morte del primogenito, non poteva lasciare il comando dell'esercito, ed ordinò quindi ad Andronico e al fratello Isacco di portare la salma di Alessio a Costantinopoli e rendergli degna sepoltura. Durante il viaggio verso la capitale anche Andronico morì, colpito forse dalla stessa malattia che aveva ucciso il fratello. Quando finalmente Isacco arrivò a Costantinopoli diede una degna sepoltura ai suoi fratelli Alessio e Andronico, e i loro corpi furono messi uno accanto all'altro.

## Famiglia
Andronico Comneno sposò una certa Irene, che gli diede alla luce cinque figli, due maschi e tre femmine, che saranno favoriti dal fratello di Andronico, Manuele I Comneno:
- Giovanni Comneno, fu protosebastos;
- Eudocia Comnena, che sposò Michele Gabra;
- Maria Comnena, che sposò Teodoro Dasiota e Giovanni Cantacuzeno;
- Teodora Comnena (1134 circa – 1183),  che sposò Enrico d'Austria;
- Alessio Comneno fu protosebastos e sposò Maria Ducas.

## Ascendenza
|                         |                   |                    | Genitori                |  |  | Nonni |  |  | Bisnonni         |  |  | Trisnonni               |  |
|                         |                   |                    |                         |  |  |       |  |  | Giovanni Comneno |  |  | Manuele Comneno Erotico |  |
|                         |                   |                    |                         |  |  |       |  |  | Giovanni Comneno |  |  | Manuele Comneno Erotico |  |
|                         |                   | …                  |                         |  |  |       |  |  | Giovanni Comneno |  |  |                         |  |
| Alessio I Comneno       |                   |                    |                         |  |  |       |  |  | Giovanni Comneno |  |  |                         |  |
|                         |                   | Anna Dalassena     | Alessio Caronte         |  |  |       |  |  |                  |  |  |                         |  |
|                         |                   | Anna Dalassena     | Alessio Caronte         |  |  |       |  |  |                  |  |  |                         |  |
|                         |                   | Anna Dalassena     | Adriana Dalassena       |  |  |       |  |  |                  |  |  |                         |  |
| Giovanni II Comneno     |                   | Anna Dalassena     |                         |  |  |       |  |  |                  |  |  |                         |  |
|                         |                   | Andronico Ducas    | Giovanni Ducas          |  |  |       |  |  |                  |  |  |                         |  |
|                         |                   | Andronico Ducas    | Giovanni Ducas          |  |  |       |  |  |                  |  |  |                         |  |
|                         |                   | Andronico Ducas    | Irene Pegonitissa       |  |  |       |  |  |                  |  |  |                         |  |
| Irene Ducaena           |                   | Andronico Ducas    |                         |  |  |       |  |  |                  |  |  |                         |  |
|                         |                   | Maria di Bulgaria  | Troian di Bulgaria      |  |  |       |  |  |                  |  |  |                         |  |
|                         |                   | Maria di Bulgaria  | Troian di Bulgaria      |  |  |       |  |  |                  |  |  |                         |  |
|                         |                   | Maria di Bulgaria  | …                       |  |  |       |  |  |                  |  |  |                         |  |
| Andronico Comneno       |                   | Maria di Bulgaria  |                         |  |  |       |  |  |                  |  |  |                         |  |
|                         | Béla I d'Ungheria | Vazul              |                         |  |  |       |  |  |                  |  |  |                         |  |
|                         | Béla I d'Ungheria | Vazul              |                         |  |  |       |  |  |                  |  |  |                         |  |
|                         | Béla I d'Ungheria | …                  |                         |  |  |       |  |  |                  |  |  |                         |  |
| Ladislao I d'Ungheria   | Béla I d'Ungheria |                    |                         |  |  |       |  |  |                  |  |  |                         |  |
|                         |                   | Richeza di Polonia | Miecislao II di Polonia |  |  |       |  |  |                  |  |  |                         |  |
|                         |                   | Richeza di Polonia | Miecislao II di Polonia |  |  |       |  |  |                  |  |  |                         |  |
|                         |                   | Richeza di Polonia | Richeza di Lotaringia   |  |  |       |  |  |                  |  |  |                         |  |
| Piroska d'Ungheria      |                   | Richeza di Polonia |                         |  |  |       |  |  |                  |  |  |                         |  |
|                         |                   | Rodolfo di Svevia  | Kuno di Rheinfelden     |  |  |       |  |  |                  |  |  |                         |  |
|                         |                   | Rodolfo di Svevia  | Kuno di Rheinfelden     |  |  |       |  |  |                  |  |  |                         |  |
|                         |                   | Rodolfo di Svevia  | …                       |  |  |       |  |  |                  |  |  |                         |  |
| Adelaide di Rheinfelden |                   | Rodolfo di Svevia  |                         |  |  |       |  |  |                  |  |  |                         |  |
|                         |                   | Adelaide di Savoia | Oddone di Savoia        |  |  |       |  |  |                  |  |  |                         |  |
|                         |                   | Adelaide di Savoia | Oddone di Savoia        |  |  |       |  |  |                  |  |  |                         |  |
|                         |                   | Adelaide di Savoia | Adelaide di Susa        |  |  |       |  |  |                  |  |  |                         |  |
|                         |                   | Adelaide di Savoia |                         |  |  |       |  |  |                  |  |  |                         |  |